# 普拉赫季伊夫卡 (布利茲紐基區)
48°55′8″N 36°41′11″E / 48.91889°N 36.68639°E
普拉赫季伊夫卡（烏克蘭語：Плахтіївка）是位於烏克蘭東部的村莊，由哈爾科夫州洛佐瓦區的布利茲紐基市鎮負責管轄。該村始建於1825年，面積0.15平方公里，海拔高度177米，2001年人口11，人口密度每平方公里73.3人。